# Поммеренке, Генрих
Генрих Макс Поммеранке (нем. Heinrich Max Pommerenke; 6 июля 1937, Бентвиш — 27 декабря 2008, Гогенасперг) — немецкий серийный убийца, также известный как «Шварцвальдский зверь», приговорённый к пожизненному заключению за изнасилование и убийство 4 девушек и покушение на убийство ещё 7, совершённые им в 1959 году.

## Биография
Генрих Поммеренке родился 6 июля 1937 года в Бентвише. Ранее детство провёл в Ростоке, где в порту работал его отец. У Поммеренке была сестра. Отец будущего убийцы погиб в конце войны. В 1949 году мать Поммеренке перебралась в Швейцарию, оставив своих детей на попечение бабушке и дедушке. В 1953 году Поммеренке окончил художественное училище и совершил первое изнасилование девушки. Когда его объявили в розыск, он бежал в Западный Берлин, где, однако, был пойман надзорными органами и направлен для проживания в Цюрих к своей матери. Ещё за год до этого туда перебралась его сестра.
Поммеренке сумел найти работу на базаре в городе Шаффхаузен, однако вскоре снова был задержан полицейскими по обвинению в изнасиловании девушки. Суду не удалось доказать его прямую причастность к преступлению, однако по решению местных властей он был депортирован в Германию с запретом въезда на территорию Швейцарии сроком на 10 лет. Некоторое время Генрих прожил в городе Брегенц, где также стал подозреваться в совершении нескольких краж и серии изнасилований, и перебрался в Хорнберг.

### Серия нападений и убийств
Как признался позже уже на допросе в полиции, идея убивать женщин появилась у него после просмотра фильма Десять заповедей, когда Поммеранке, по собственным словам, вдруг осознал, что женщины являются «корнем всех проблем», и решил заняться «очисткой мира». В тот же вечер 26 февраля 1959 года он совершил первое убийство, изнасиловав и перерезав горло 49-летней Хильде Контр в городе Дурлах.
В марте 1959 года Поммеренке ограбил, изнасиловал и убил в заброшенном строении на окраине Хоренберга 18-летнюю Кэтрин Уорд (гражданку США). Её тело было обнаружено в конце марта на берегу реки Гутах.
30 мая 1959 года Поммеренке в городе Зинген через окно проник в комнату 18-летней девушки, после чего попытался изнасиловать и задушить её, однако той удалось оказать маньяку активное сопротивление и поднять крик, в результате чего Поммеренке испугался и спешно ретировался с места преступления. Девушка смогла дать подробное описание преступника, однако полицейские не связали это нападение с предыдущими двумя убийствами. 
Уже на следующий день, 31 мая, Поммеренке, сев на вокзале в Гейдельберге на поезд, следующий до Итальянской Ривьеры, убил ударом ножа в грудь в одном из вагонов 21-летнюю Дагмар Климек, после чего, выкинув её тело из поезда, спокойно нажал на стоп-кран и, выбравшись из вагона, оттащил тело за железнодорожную насыпь, где совершил с ним половой акт. Несмотря на нажатый стоп-кран, Поммеранке сумел скрыться незамеченным, а тело Климек было найдено путевыми обходчиками только 5 июня 1959 года.
2 июня 1959 года Поммеранке на железнодорожной станции Триберг-им-Шварцвальд напал на 25-летнюю работницу кафе. Преступник избил её деревянной палкой и ограбил, после чего скрылся. Потерпевшей удалось выжить, однако лица нападавшего она не запомнила. Уже 6 июня, находясь в городе Карлсруэ, преступник, проезжая по парку на велосипеде, напал на двух женщин и нанёс им ножевые ранения, после чего скрылся, женщинам удалось выжить. В ночь на 8 июня 1959 года Поммеранке проник через окно в комнату 15-летней девушки и попытался изнасиловать и задушить её, однако жертва подняла крик, на который прибежал её отец. Испуганный маньяк спешно сбежал с места преступления, впервые оставив свои отпечатки пальцев. На следующий день 9 июня Поммеранке изнасиловал и убил в Баден-Бадене 16-летнюю Риту Уольтерспахер, оставив её тело в лесополосе, которое было обнаружено на следующий день.
Тем временем 10 июня 1959 года преступник проник в оружейный магазин в Баден-Бадене и украл там мелкокалиберный пистолет и полуавтоматическую винтовку также небольшого калибра. 18 июня 1959 года, угрожая украденным оружием, Поммеранке с маской на лице совершил ограбление железнодорожной кассы на станции Дурлах на сумму 540 марок, после чего сел на поезд и уехал в Хоренберг, где забрал у портного свой ранее оставленный костюм. Кроме того, по случайности он забыл в помещении сумку, в которой находился пистолет и винтовка, украденные им ранее из оружейного магазина. Также Поммеранке совершил фатальную для него ошибку, зарегистрировав у портного заказ под свои личные паспортные данные.

### Арест и суд
Вскоре после ухода Поммеранке портной по фамилии Шнайдер заметил случайно оставленный преступником пакет и, узнав о его содержимом, решил позвонить в полицию. В правоохранительных органах к тому времени уже связали между собой нападения на женщин, взлом оружейного магазина и разбойное нападение на железнодорожную кассу, поэтому прибывшим на место полицейским портной предоставил данные человека, забывшего пакет, и уже днём 19 июня 1959 год 21-летний Генрих Поммеранке был задержан на перроне железнодорожной станции в Хорнберге, где ожидал поезд.
Преступник практически сразу начал давать признательные показания и в общей сумме признал свою вину в совершении начиная с 1953 года 65 преступлений, в том числе четырёх убийств, семи покушений на убийство, 27 изнасилований, пяти случаях грабежа и нескольких случаях взлома и более чем двух десятков краж.
Суд над Генрихом Поммеранке начался 3 октября 1960 года, а уже 22 октября окружной суд Фрайбург-им-Брайсгау признал его виновным в совершении 4 убийств, 7 покушений на убийство и ещё 16 других уголовных преступлений и приговорил к 6 срокам пожизненного лишения свободы и дополнительным 165 годам тюрьмы с правом на условно-досрочное освобождение через 15 лет.

## Смерть в заключении
С 1960 по 2006 год Генрих Поммеранке содержался в исправительном учреждении с особым режимом в городе Брухзаль. За время своего заключения с 1975 года он несколько десятков раз подавал прошения о помиловании или пересмотре дела, но каждый раз Поммеранке было отказано с формулировкой «в связи с особой тяжестью совершённых преступлений и исключительной опасностью осуждённого для общества».
В июле 2006 года в связи с обнаруженной у Поммеранке лейкемией, преступник был переведён в специализированную больницу при тюрьме города Хайльбронн. Уже через год он был переведён в другую больницу при тюрьме «Гогенасперг», где и умер от лейкемии 27 декабря 2008 года. На момент своей смерти он являлся преступником, дольше всех пробывшим в заключении из когда-либо осужденных на территории Германии, пробыв в заключении в общей сложности 49 лет, 6 месяцев и 8 дней. В 2012 году его рекорд был побит другим убийцей Хансом-Георгом Нойманом, осуждённым на пожизненное заключение в 1963 году за двойное убийство.